# Hiroyuki Nishijima
Hiroyuki Nishijima (født 7. april 1982) er en japansk fodboldspiller.
Han har spillet for flere forskellige klubber i sin karriere, herunder Sanfrecce Hiroshima, Vissel Kobe, Consadole Sapporo, Tokushima Vortis, Yokohama FC og Giravanz Kitakyushu.